# Mirsad Terzić
Mirsad Terzić (12 de julio de 1983, Priboj, Yugoslavia) es un balonmanista profesional bosnio que juega en el Orlen Wisła Płock polaco. También es jugador de la selección de balonmano de Bosnia y Herzegovina de la que es el capitán.
Hasta la fecha es el jugador que más partidos ha jugado y más goles ha marcado con Bosnia, con 114 partidos y 388 goles.

## Carrera

### HRK Izviđač
Su debut en Champions se produjo en 2004, a pesar de que su equipo ya se clasificó en la 2002-2003, pero no disputó ningún partido. A destacar en su primeros partidos, cabe destacar los 11 tantos que consiguió ante el Pfadi Winterthur y el BM Ciudad Real, además de los 9 contra el KIF Kolding, para hacer un total de 50 goles en su primera temporada a nivel europeo, quedando como el 18.º máximo goleador.

### RK Zagreb
En su segunda temporada en Champions, ya con el Zagreb, volvió a rendir a un gran nivel, aunque se perdió en octubre el partido contra el Portland San Antonio, con derrota para los croatas por 31-15. Su segundo año en Zagreb, fue a peor, cuando se perdió dos partidos de la fase de grupos de la Liga de Campeones de la EHF. A pesar de no conseguir ningún título europeo, logró 2 ligas y 2 copas durante su estancia en Croacia.

### RK Celje

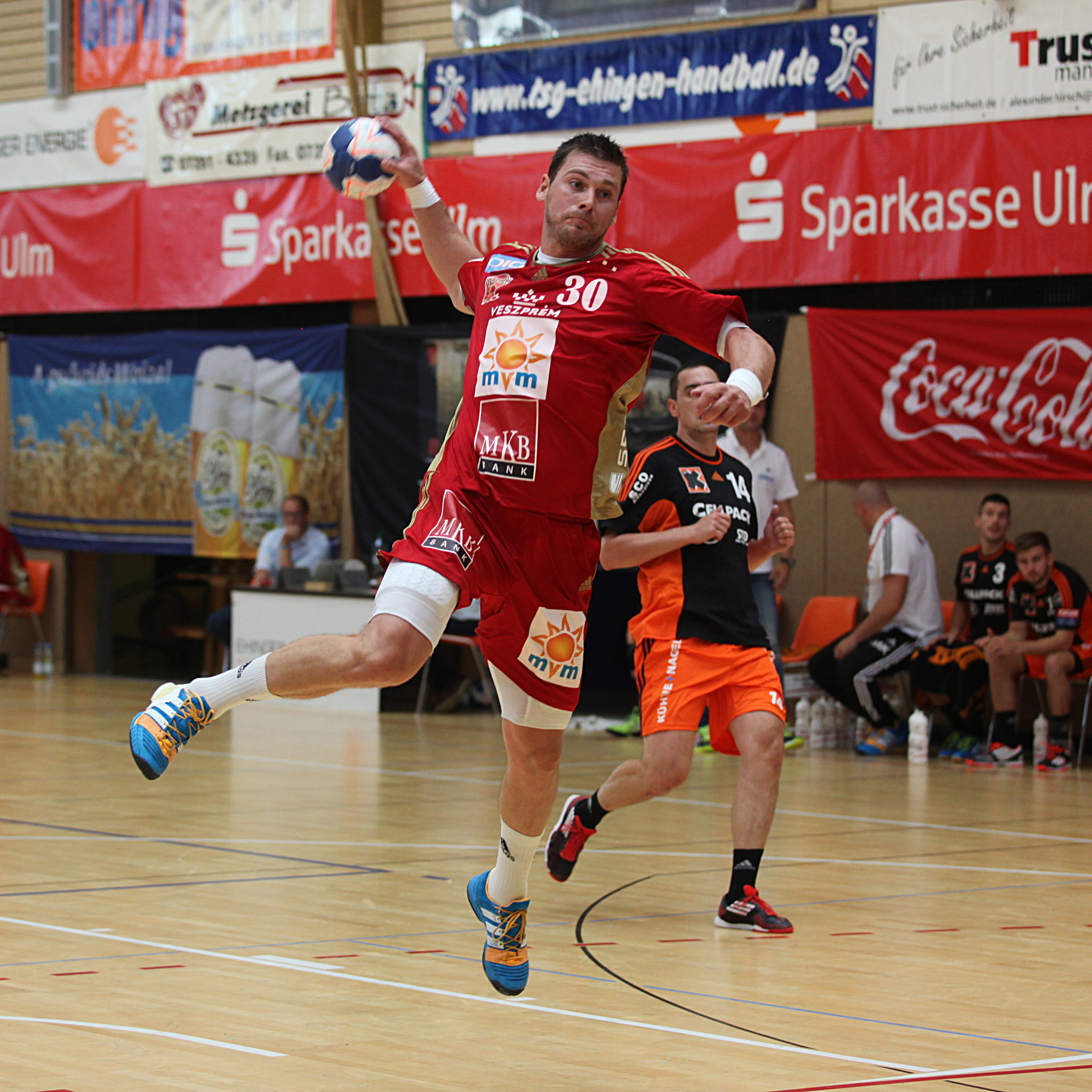
Mirsad Terzic con el Veszprem.

Los dos años con el RK Celje, siguió rindiendo a un nivel similar con 35 y 25 goles en sus temporadas, llegando en la primera a la ronda principal, donde el primero del grupo obtendría el pasaporte para semifinales, aunque finalmente no pudieron conseguir finalizar primeros, coincidiendo en el grupo con el FC Barcelona, SC Pick Szeged y el GOG Svendborg. Su actuación más destacada en la última ronda fue contra el Svendborg, logrnado 7 goles que ayudaron a cosechar un empate (30-30).

### Veszprém KC
A su llegada a Veszprém, anotó 39 goles en la 2009-2010 en Champions, siendo su mejor partido contra el KS Vive Targi Kielce con 7 goles. En su segundo año, llegaron hasta los octavos de final siendo eliminados por el FC Barcelona Intersport, que acabarían siendo los campeones. En los partidos de ida y vuelta contra el Barça, marcó 2 y 3 goles. Anteriormente, habían pasado como segundos de grupos por detrás del Montpellier HB, con el que empataba a puntos, pero perdían la posición por los goles de ventaja. La siguiente temporada, ya asentado en Hungría, fue un calvario en cuanto a lesiones, llegando a perderse 6 partidos de la fase de grupos, perdiendo su equipo 4 de ellos. Apareció contra el Füchse Berlin con 7 goles en noviembre y hasta marzo no apareció, jugando la vuelta de los octavos de final contra el Ademar León, perdiendo el partido y la eliminatoria. En junio de 2012, disputó los partidos de ida y vuelta contra Alemania, para la clasificación del Mundial de 2013. En el primero de ellos, Alemania ganó a Bosnia 36-24, con 1 gol de Terzic, que acabó descalificado por acumulación de exclusiones, mientras que en el segundo, Bosnia ganó por 33-24 con 4 goles de Mirsad, pero finalmente los germanos se llevaron la victoria general, quedándose sin plaza para el Mundial. Debutó en la Liga de Campeones 2012-2013, contra su exequipo el RK Celje, anotando 3 goles en la victoria por 32-22.

## Equipos
- RK Željezničar (1999-2002)
- HRK Izviđač (2002-2005)
- RK Zagreb (2005-2007)
- Celje Pivovarna Laško (2007-2009)
- Veszprém KC (2009-2020)
- Orlen Wisła Płock (2020- )

## Palmarés

### HRK Izviđač
- Liga de Bosnia (2004 y 2005)

### RK Zagreb
- Liga Croata (2006 y 2007)
- Copa Croata (2006 y 2007)

### Veszprém KC
- Liga de Hungría (2010, 2011, 2012, 2013, 2014, 2015, 2016, 2017, 2019)
- Copa de Hungría (2010, 2011, 2012, 2013, 2014, 2015, 2016, 2017, 2018)
- Liga SEHA (2015, 2016, 2020)

### Wisla Plock
- Copa de Polonia de balonmano (2022, 2023, 2024)
- Liga de Polonia de balonmano (2024)